# Centrals elèctriques del Barcelonès Nord
Les centrals elèctriques del Barcelonès Nord són plantes industrials que s'han instal·lat a la zona de la desembocadura del riu Besòs, tant al marge dret com a l'esquerra, amb l'objectiu de satisfer la gran demanda energètica industrial de la àrea metropolitana de Barcelona. Aquestes centrals han experimentat diferents tecnologies de generació i han estat objecte d'un procés de concentració empresarial del sector des de 1919 fins a l'actualitat. Funcionen generant electricitat a partir de vapor d'aigua escalfat per un combustible derivat del petroli.

## Introducció
L'era de l'electricitat comercial va arrencar a Catalunya el 1881. En aquest any es va produir la fundació de la Societat Espanyola d'Electricitat: una companyia dedicada a la fabricació i muntatge de material elèctric, i al subministrament de fluid per a enllumenat. Es tracta d'una iniciativa certament pionera. Segons va publicar immediatament la revista L'Electricien de París, la societat vindria a ser la sisena empresa del món a iniciar la producció i venda d'electricitat, després experiències precedents a Londres, Berlín, Sant Petersburg, Chicago i Nova York. La Societat Espanyola d'Electricitat va construir a Barcelona una central termoelèctrica destinada al servei públic, que va arribar a comptar amb una potència de 1.100 CV. Es tracta de la primera infraestructura d'aquest gènere que va operar a Espanya.
La Companyia Barcelonesa d'Electricitat «s'havia constituït a finals de 1894. Entre els seus promotors figuraven l'Allgemeine Elektrizitäts-Gesellschaft (AEG), el Deutsche Bank i la Société Lyonnaise des Eaux et de l'Eclairage. Des del punt de vista financer, tècnic i de gestió, la contribució de l'empresa elèctrica alemanya era decisiva. La Companyia Barcelonesa va adquirir totes les propietats i drets de la Societat Espanyola d'Electricitat. El seu principal actiu era un extens solar situat al carrer Mata, en el qual es construirà una central termoelèctrica enterament nova. La planta va ser equipada amb cinc generadors de vapor multitubulars de 750 CV, als quals es van acoblar dinamos de corrent continu subministrats per l'AEG. La nova central va entrar en activitat el juliol de 1897.
L'any 1897 la Sociedad Central Catalana de Electricidad, constituïda amb el capital aportat a parts iguals per les companyies gasistes barcelonines: la Catalana de Gas i la Companyia Lebon promogué la construcció de la central tèrmica del carrer de Vilanova, a Barcelona (Central Catalana d'Electricitat). La central produïa electricitat a partir de cinc màquines de vapor verticals que tenien acoblades, cadascuna, una dinamo de corrent continu. El projecte tècnic de la central termoelèctrica de La Catalana va ser desenvolupat a Nuremberg per la firma Schuckert, i l'edifici, projectat per l'arquitecte Pere Falqués, tenia dues naus, una per a les màquines de vapor i les dinamos, i l'altra per a les calderes de vapor. Un volum disposat perpendicularment albergava les oficines i els habitatges dels encarregats de la central. La sortida de fums es realitzava mitjançant una xemeneia, desapareguda als anys seixanta del segle passat. El 1908 es va instal·lar el primer turbogenerador, i en els anys successius la central s'anà ampliant en diverses etapes. L'any 1919 fou substituïda per la central nova de Sant Adrià del Besòs [vegi's punt 3], moment en què deixà de fabricar electricitat i esdevingué una planta de transformació.
L'any 1977 cessà l'activitat, i fins a 1980, per iniciativa de la companyia Hidroelèctrica de Catalunya, es dugué a terme la reconversió de l'edifici en oficines comercials de l'empresa. Des de l'any 2013 funciona com a centre adscrit al programa “Endesa Educa”, adreçat a la difusió i divulgació del coneixement relacionat amb l'electricitat.
Mentrestant, l'enginyer Josep Pascual i Deop concretava els estudis sobre la importància de la força motriu del riu Llobregat i altres saltants naturals d'aigua catalans, per la seva orografia muntanyosa i de congostos, cosa que propicià un gran canvi en el sistema elèctric i una important evolució industrial per a Catalunya, on, a partir d'aquest moment, tindrà molta importància la generació hidroelèctrica..

## La Central tèrmica d'Energia Elèctrica de Catalunya
La primera actuació en aquest sector va ser la central tèrmica d'Energia Elèctrica de Catalunya, que es va construir a Sant Adrià del Besòs, al marge esquerre del riu, a tocar literalment amb el terme municipal de Badalona. De cicle convencional, l'empresa propietària havia estat fundada l'any 1911 i les obres es van escometre tot seguit.
Dissenyada per l'arquitecte Eduard Ferrés, va ser construïda amb formigó armat per l'empresa Construcciones y Pavimentos, aplicant per primera vegada a Catalunya el “sistema Hennebique”. Les obres van començar a l'abril de 1912 i van estar connectades a la xarxa el 23 de març de 1913. Tot i que el projecte inicial havia previst vuit turboalternadors, va entrar en servei amb només dos, amb una potència total de 7,5 MW cadascun, i el 1914 es va ampliar amb un nou grup de 15 MW. Aquests turboalternadors produïen corrent elèctric a 11 kV, que posteriorment s'elevaren a 80 kV a la sala de transformació i es connectaven a la planta hidroelèctrica que tenia la mateixa empresa a Cabdella, a través d'una xarxa d'alta tensió –la primera a Catalunya– de 80 kV i 175 km de longitud. L'edifici de calderes allotjava setze grups Delaunay-Belleville, i tenia quatre xemeneies de 60 m d'altura per a l'evacuació de fums. La recollida de l'aigua de la condensació es duia a terme per quatre canonades de fosa de ferro suportades per una estacada de formigó, que entrava 150 metres dins del mar.
La capacitat de producció de la planta va disminuir en gran manera durant la primera Guerra Mundial, a causa del bloqueig marítim alemany a Gran Bretanya, fet que va impedir que arribessin els subministraments de carbó. Aquesta situació es va agreujar des de 1918, amb l'avaria de dos dels tres grups generadors. La planta va estar pràcticament inactiva fins al 1923, quan es va instal·lar un nou turbogenerador, fabricat per la Compagnie Électro-Mécanique, juntament amb tres nous transformadors Westinghouse, que augmentaven el seu voltatge. Aquell mateix any l'Energia Elèctrica de Catalunya, l'empresa propietària de la planta, va passar a mans de l'empresa Barcelona Traction, Light and Power, coneguda popularment com “la Canadenca”.

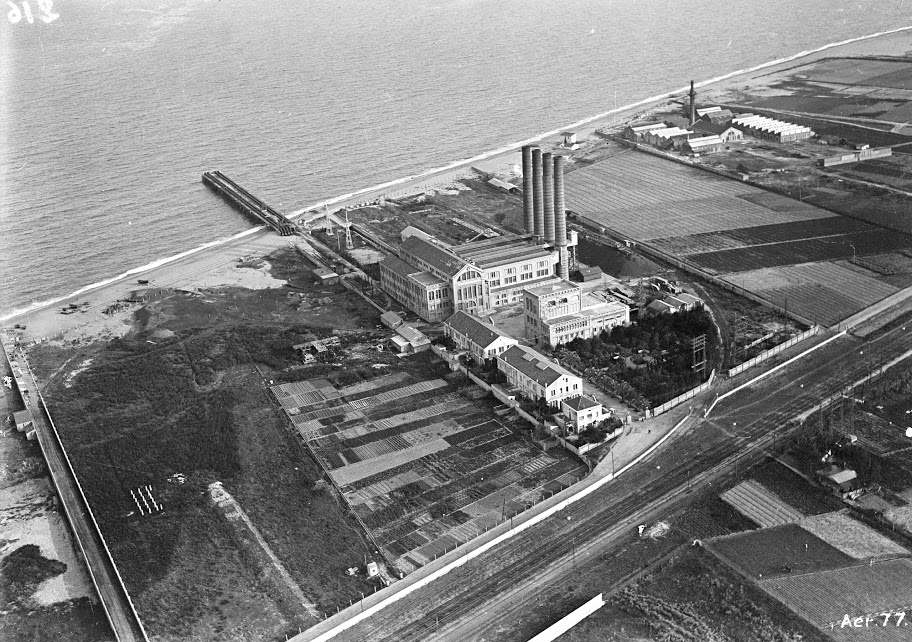
Central tèrmica d'EEC

En algunes fotos disponibles, figura per error atribuïda a la Central tèrmica de La Catalana (situada al marge dret del Besòs). Durant la vaga general obrera de gener a març de 1919, més coneguda per la vaga de la Canadenca, els treballadors del sector elèctric de Barcelona Traction, hi van participar activament i tingueren un paper important en l'assoliment dels acords que, la nit del 14 de març de 1919, van ser legislats per l'enviat especial del govern, D. José Morote i que representaven l'acceptació total de la jornada laboral de 8 hores, l'augment salarial llargament demanat i l'alliberament dels detinguts i la seva readmissió (així com la dels altres represaliats amb motiu de la vaga general).
Durant la guerra civil espanyola, la tèrmica de Sant Adrià va tenir un paper important en el subministrament elèctric de Barcelona, després que les centrals hidràuliques dels Pirineus fossin preses pels revoltats i desconnectades del sistema. Per aquest motiu, es va convertir en l'objectiu de l'aviació feixista, que el 13 de novembre de 1938 va bombardejar-la, provocant setze morts. El 1939 l'exèrcit republicà, en la seva retirada, va provocar la voladura de part de la instal·lació i deixà en funcionament un grup únic de 7,5 MW.
El 1948 la Barcelona Traction va ser declarada en fallida i, en una operació controvertida provocada per en Juan March, l'empresa de nova creació Fuerzas Eléctricas de Cataluña, SA (Fecsa) va adquirir tots els seus béns i drets, incloent-hi la central tèrmica de Sant Adrià del Besòs. La reestructuració duta a terme pels nous propietaris va provocar que la planta deixés de funcionar el 1954. Fecsa la substitueix per una nova central tèrmica, construïda sobre la parcel·la a la banda del NE, ja al municipi de Badalona: les conegudes com Badalona I i Badalona II.
Paral·lelament a la construcció de la planta de Badalona I, que va entrar en servei el 1957, es procedeix a l'enderroc de l'originària tèrmica del 1912. El 1965 Fecsa va posar en marxa Badalona II.

## La Central tèrmica de La Catalana
La Central tèrmica de la Catalana va ser una central tèrmica de Sant Adrià del Besòs construïda a partir del 1915, que deixà de funcionar el 1966 i que, posteriorment, va ser enderrocada.
El 1913 la companyia Catalana de Gas i Electricitat, popularment coneguda com «la Catalana», va adquirir 300.000 m² de terreny a la riba dreta de la desembocadura del Besòs, entre el riu i el Camp de la Bota, al límit municipal de Sant Adrià del Besòs amb Barcelona,[4] destinats a la construcció d'una central tèrmica de carbó, complementària a la que ja tenia operativa a l'avinguda Vilanova de la ciutat comtal, Central Catalana d'Electricitat. Un any abans, una de les seves principals competidores en el mercat elèctric, la societat Energia Elèctrica de Catalunya, ja havia inaugurat la seva pròpia central a la riba esquerra del riu Besòs [vegi's punt 2].
Les obres de construcció no es van iniciar fins a l'octubre 1915. La central es va connectar a la xarxa el 25 d'abril de 1917. Comptava amb dos grups de generació Oerlikon i turbines Westinghouse-Leblanc, que subministraven una potència inicial de 12 MW. Estava connectada a la central Vilanova amb un cable subterrani a 50 kV, així com també a la central hidroelèctrica del salt de Seira (Osca). El 1921 es van incorporar dos nous turboalternadors Oerlikon i dos generadors de vapor Babcock & Wilcox, procedents de l'avinguda Vilanova, que van permetre augmentar la potència de la central a 14,6 MW. El 1928 la gestió de la planta va passar a la Cooperativa de Fluid Elèctric (CFE), després d'arribar a un acord amb Catalana de Gas i Electricitat per arrendar el seu patrimoni elèctric. El 1930, amb la instal·lació d'un nou turboalternador Brown-Boveri de 20 MW, va arribar als 34,6 MW, que la van convertir en la central termoelèctrica de Catalunya amb més potència instal·lada fins als anys 1950. Durant la Guerra Civil Espanyola la central es va convertir en objectiu militar. El 12 de maig de 1938 un bombardeig de l'aviació feixista sobre les seves instal·lacions va provocar 12 morts.
[Arribats a aquest punt, el sistema elèctrica català, poc abans de la Guerra Civil, es pot descriure com el resultat d'un consum concentrat en bona part al voltant de Barcelona, mentre que la generació comprenia les centrals tèrmiques del seu entorn i les hidroelèctriques dels Pirineus. Vegeu l'Atles de la industrialització de Catalunya.]

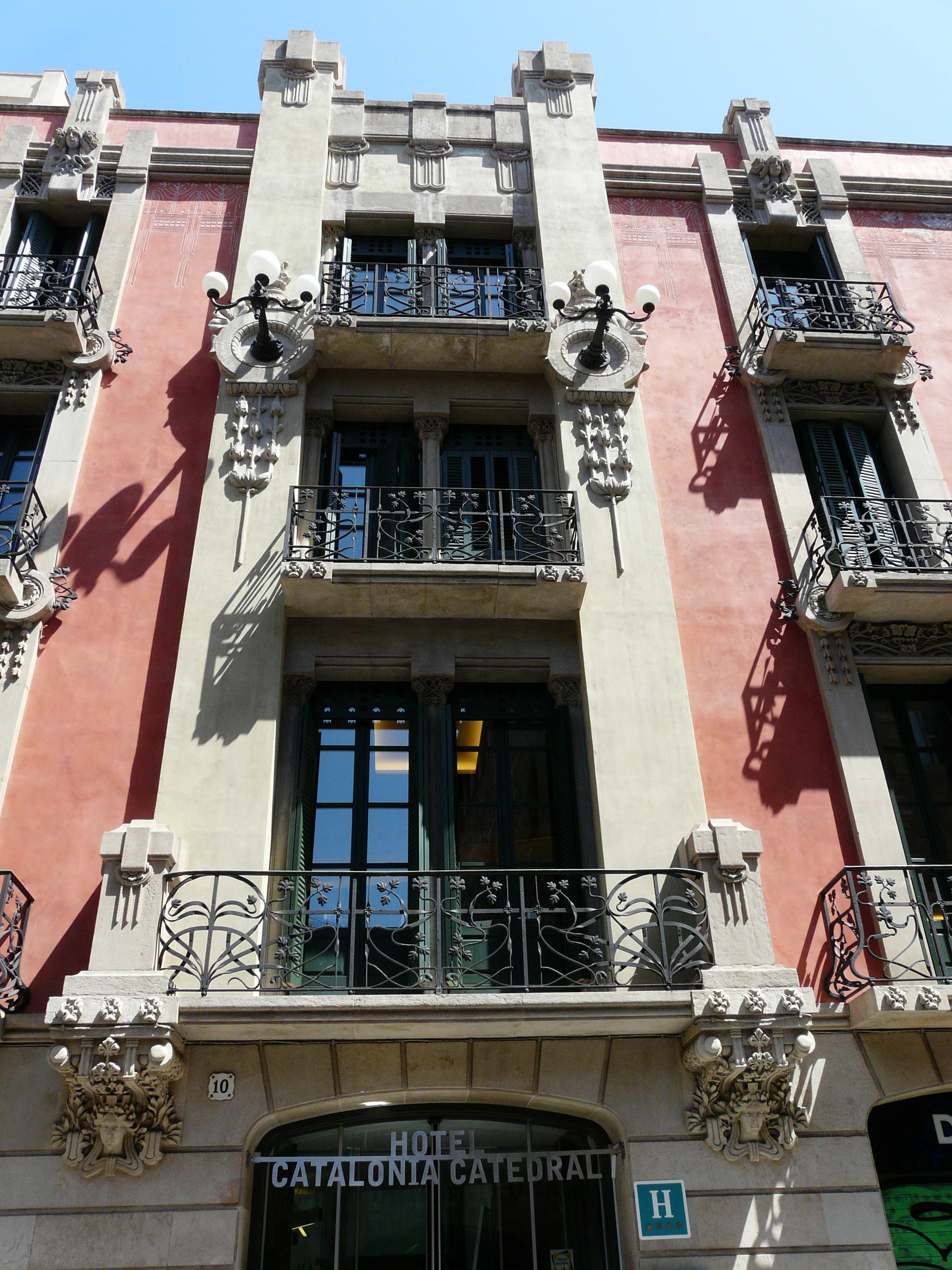
Antiga seu d'Hidroelèctrica de Catalunya, al carrer dels Arcs

Anys més tard, el 1961, a La Catalana es van instal·lar dos nous grups turboalternadors de 7 MW cadascun, procedents de la desmantellada termoelèctrica d'Adrall. El 1965 la central va passar a Hidroelèctrica de Catalunya (HECSA), societat que va absorbir a CFE i es va subrogar en el contracte d'arrendament del patrimoni elèctric de Catalana de Gas i Electricitat.
La central de carbó de «la Catalana» es va mantenir operativa fins a 1966, quan va ser reemplaçada per unes instal·lacions més modernes de fuel [veure punt 5].

## La Central tèrmica de Terbesa a La Catalana
L'Instituto Nacional de Industria (INI), va ser creat pel govern franquista, després de la Guerra Civil Espanyola, per controlar i revifar la malmesa indústria espanyola, concentrada majorment en territoris catalans, bascos i asturs, no gaire afins al règim imposat.
No podem oblidar que passats uns anys després d'acabada la guerra civil, de nou va començar l'arribada de nous emigrants del sud de la península buscant llocs de treball per pal·liar la misèria dels llocs d'origen.
En la nova organització de l'INI, el 7 de desembre del 1946 fou constituïda l'Empresa Nacional Hidroelèctrica de la Ribagorçana (ENHER), amb l'objectiu d'aprofitar els recursos hidràulics de la conca del riu Noguera-Ribagorçana. Posteriorment, va obtenir també concessions al riu Ebre i l'any 1970 l'INI li traspassà l'explotació de les centrals hidroelèctriques de Mediano, Grado I i Grado II al riu Cinca, a la província d'Osca. A l'octubre del 1964 es posen en servei els 4 grups de la Central de Mequinensa al riu Ebre, i al novembre del 1967 s'inicià la posada en marxa del grups de la Central de Riba-roja d'Ebre.
En els anys 1960 el creixement econòmic espanyol i l'augment de la demanda elèctrica va portar a ENHER a buscar noves fonts d'energia més enllà dels salts d'aigua. El 1967, junt amb Hidroeléctrica de Cataluña (HECSA), va construir una central tèrmica de 150 MW a Sant Adrià del Besòs, denominada Besòs I, que va entrar en servei al mes d'octubre del 1966. El 1968 ENHER i HECSA van constituir al 50% la societat Térmicas del Besós (TERBESA) per a administrar aquesta central i un segon grup, Besòs II de 300 MW, inaugurat l'any 1972, a part d'altres instal·lacions tèrmiques como la central de Foix, connectada el 1979.
A la dècada de 1990 Terbesa va passar a mans d'Endesa (Empresa Nacional de Electricidad, S.A), després que aquesta adquirís el control dEnher i Hecsa. Seguint les pautes mediambientals, el 2002 Endesa (que s'havia fet amb Fecsa), juntament amb Gas Natural, va engegar dos nous grups de cicle combinat, (Besòs III i IV, veure punt 8) i, en conseqüència, el 2003 els antics grups I i II van deixar la seva activitat i es va començar el seu desmantellament, que va culminar el 2007 amb l'enderroc del seu element més característic, la xemeneia de 120 metres d'altura.

## Les Centrals tèrmiques de Fecsa Badalona I i Badalona II
En aquell moment, quan ENHER inicia les seves activitats, s'estava produint una nova reordenació en el sector elèctric. El 1946, Catalana de Gas, després de prendre el control de la Cooperativa de Fluid Elèctric, va constituir Hidroelèctrica de Catalunya, empresa encarregada de canalitzar les seves activitats en l'àmbit elèctric. Com ja s'ha indicat, el 1948 la companyia privada més gran del sector, la Barcelona Traction Group, va ser declarada en fallida. Tres anys més tard, tots els seus béns van ser atorgats a una nova societat: les Fuerzas Eléctricas de Cataluña (FECSA). Un canvi de tarifes elèctriques, acordat el 1951, va animar les empreses privades a assumir un nou programa d'inversió en generació hidroelèctrica. Els projectes de FECSA es van dur a terme a la vall Fosca (Pallars Jussà) durant els anys cinquanta. Allí es va procedir a la construcció d'un conjunt de salts, amb una potència combinada de 126 MW. Posteriorment, la mateixa empresa va iniciar l'aprofitament del riu Cardós (Pallars Sobirà) construint dues grans centrals elèctriques a Llavorsí (1966) i Tavascan (1970). La mateixa comarca del Pallars Sobirà serà el principal focus d'activitat hidroelèctrica de Catalunya, amb la construcció d'un conjunt de centrals hidràuliques, entre les quals destaquen les d'Espot (1953), Sant Maurici (1954), la Torrassa (1955) i Esterri (1958).
Aquesta notable expansió de la capacitat de generació hidràulica va ser insuficient, en tot cas, per satisfer l'expansió del consum. El creixement econòmic dels anys seixanta va comportar un impuls renovat de la demanda d'electricitat per a fins productius. El baix preu dels hidrocarburs va estimular, en aquells anys, el progrés de la generació termoelèctrica. Al mateix temps, com que els ingressos de les llars van augmentar, el seu consum va créixer. Atès que la possibilitat de construir grans embassaments es va esgotar virtualment, les companyies elèctriques van tornar a la generació termoelèctrica. El 1957 FECSA va començat la construcció d'una nova planta termoelèctrica a Badalona, que s'inauguraria dos anys més tard. La planta de Badalona I (103 MW) encara estava concebuda com una planta de reserva. No obstant això, aquesta perspectiva es modificaria gairebé immediatament. El mateix any 1960, FECSA va emprendre la renovació completa de l'antiga central tèrmica del carrer Mata a Barcelona (abans de Fuerzas y Riegos del Ebro) i, gairebé immediatament, va procedir a la instal·lació d'un segon grup termoelèctric a Badalona II amb una potència de 320 MW. Ambdues plantes feien servir fuel. Vegeu Sant Adrià: la fàbrica de la llum. 1.4 Viure sota les xemeneies.
De forma paral·lela a la construcció de la nova central de Badalona I, el 1957 es va realitzar l'enderroc de l'antiga central construïda al 1912.
Els efectes mediambientals de Badalona I i Badalona II es van fer sentir als municipis veïns de Sant Adrià del Besòs i Badalona ja que, a conseqüència de la combustió del fuel, es desprenia una polsina negra o sutge que embrutava la roba estesa als terrats dels voltants i els cotxes allà estacionats. A rel d'això va haver-hi moltes protestes i, fins i tot, es va arribar a fer una insòlita manifestació autoritzada o tolerada a Badalona.

## La Central tèrmica de Fecsa Badalona dita de “Les Tres Xemeneies”
Val a dir que durant la dècada de 1960 la generació tèrmica va assumir un nou rol: des de l'inicial paper de reserva, es va convertir en un dels suports del sistema elèctric. Cap al 1970 la producció termoelèctrica equivalia a la producció d'origen hidràulic a Catalunya. Aquesta nova posició es reforçarà durant la següent dècada, en paral·lel amb el fort compromís de les companyies elèctriques amb l'energia termonuclear.
Les continues protestes per la contaminació atmosfèrica, però també les creixents necessitats energètiques i la cerca de la reducció dels costos van portar a la substitució dels grups Badalona I i II per a una nova Central Tèrmica.
La nova central era de cicle convencional, és a dir, producció de vapor (en calderes verticalment disposades a les torres), turbines a vapor i generadors (alternadors). La central es va construir en dues etapes (la qual cosa explica la diferent separació entre un primer grup de dues unitats i la tercera torre).
Els primers grups estaven preparats per treballar amb un fuel pesat denominat bunker C, procedent de la primera etapa del procés de destil·lació, viscós i amb un alt contingut energètic.
La refrigeració dels condensadors utilitzava l'aigua del mar, que recollia a 200 metres mar endins i era portada pels diversos pantalans, un dels quals existent des de 1913, i d'altres de nous, per tal d'atendre les necessitats actualitzades de la Central Tèrmica.
El combustible arribava a la central des de les instal·lacions d'emmagatzematge de la Campsa a Badalona mitjançant una canonada subterrània que seguia la traça del carrer Eduard Maristany. (Justament la Campsa va preparar-se per a un subministrament massiu i continu del combustible substituint la descàrrega al pantalà per una monoboia connectada a terra mitjançant una canonada submarina, autoritzada el 1978).
El tercer grup, en canvi, va ser dissenyat per poder treballar amb fuel pesat o amb gas natural.
A partir d'aquí, la imposant silueta de la planta, visible des de Barcelona, el Barcelonès i el Maresme, va fer que manllevés el nom de la vella central del Paral·lel: “les tres xemeneies”.
Una obra d'aquesta magnitud, que donava en alguns moments feina a 900 treballadors de diverses especialitats, feia inevitable que es produïssin diverses vagues per problemes salarials o conflictes de treball amb la Direcció. En un d'aquests episodis, arran d'una protesta massiva dels obrers durant una demanda de millora salarial, el 3 d'abril de 1979, en el curs d'una càrrega de la policia a cavall, va morir per un tret el treballador Manuel Fernández Márquez.
La preocupació pels fums era evident, i això es fa palès en la seva altura. Els tres mòduls disposen de la seva xemeneia individual de 90 m d'alçària, situades sobre els edificis de calderes que ja tenen també 90 m d'altura: sumats ambdós l'alçària total és de 180 m. Anys després, encara s'afegiria un suplement de 20 m de xemeneia totalment metàl·lica, arribant així fins als 200 m, l'edificació més alta en aquell moment de Catalunya
Tot i les mesures adoptades en l'altura de les xemeneies (a més altura, més dispersió), es van reproduir les protestes per la contaminació atmosfèrica (també per la contribució d'altres empreses).
Calia prendre noves mesures. I així les administracions (entre les quals l'Ajuntament de Badalona) van instar a la declaració de zona d'atmosfera contaminada (1983), la qual cosa va obligar a prendre mesures. També, des d'un punt de vista de rendiment energètic, la tecnologia va evolucionar cap a l'abandonament del cicle convencional i l'opció del cicle combinat (turbina de vapor + turbina dels gasos de combustió). La Central de les “Tres Xemeneies” iniciava així el seu procés de substitució.
Tanmateix va quedar operativa com a central de generació de reserva per atendre situacions de demanda excepcional, com a mínim fins després dels Jocs Olímpics de 1992.
Durant l'any 2010, l'empresa ENDESA com a propietària de les “Tres Xemeneies” demana autorització al Ministeri d'Indústria pel tancament de la Central Tèrmica i el desmantellament de les seves instal·lacions i pantalans.

## Les centrals de cicle combinat del marge dret del Besòs
Amb la liberalització del mercat elèctric d'Espanya, originada per l'entrada del país a la Unió Europea, es produeix l'entrada d'Endesa a l'accionariat de Fecsa, amb la compra del 40% de l'empresa el 1991. Finalment, el 1996, el Grup Endesa aconsegueix el 75% de les accions de la companyia i el seu control absolut. El 1999, Fecsa deixa de cotitzar a la Borsa, i el 15 de febrer del 2002 es produeix la desaparició total de la companyia, integrada al ‘Grup Endesa' ‒l'empresa elèctrica més gran d'Espanya‒ com la filial Fecsa-Endesa.
Reprenent ara el que dèiem al punt 5, Terbesa va passar a mans d'Endesa, i, d'acord amb les noves pautes energètiques i mediambientals, el 2000 Endesa i Gas Natural  decideixen substituir els antics grups Besòs I i II i procedir a la construcció de dos nous grups, ara de cicle combinat, bessons i independents, amb una potència instal·lada de 400 MW cadascuna, que s'adjudiquen a Endesa Generación (Besòs III) i a Gas Natural Fenosa (Besòs IV). La seva connexió a la xarxa es va produir el 21 de juny de 2002.
El 2005, Fecsa-Endesa va acordar amb el municipi de Sant Adrià del Besòs la substitució dels grups Besòs I y Besòs II per un nou grup de cicle combinat. El març de 2008, Endesa Generación va obtenir l'autorització administrativa per a la instal·lació de la nova planta de 859 MW, anomenada Besòs V, al costat dels grups Besòs III i Besòs IV, i en el lloc ocupat pels grups inactius Besòs I i Besòs II, que van ser enderrocats. El desembre de 2010 va entrar en servei Besòs V.

## La situació actual
Però el preu del gas natural ha anat a l'alça, amb la qual cosa el cost de generació del cicle combinat resulta més elevat que d'altres recursos d'energia primària. En aquest moment, la seva capacitat d'arrencada ràpida li permet ser utilitzat com a últim recurs que es posa en marxa en moments d'excés de demanda. És a dir, que fonamentalment s'atén la demanda amb la generació nuclear, la tèrmica convencional, la hidroelèctrica i l'eòlica, altres fonts menors (al Barcelonès Nord s'hi suma, de forma permanent, l'electricitat produïda per l'Ecoparc del Mediterrani: incineradora i generadors a gas resultant del tractament de residus), i, finalment, la tèrmica de centrals a gas.
Aquest és el cas de les centrals Besòs III, IV i V del marge dret.
Al marge esquerre ja no hi ha cap activitat de generació elèctrica, només es mantenen les restes de l'antiga central de les Tres Xemeneies: els edificis de la sala de turbines i dels tres blocs de calderes/xemeneies i algunes instal·lacions menors (quadre elèctric principal i pont grua de la sala de turbines). Sí que es manté plenament activa la planta de maniobra (exterior), que continua sent un nodus important de la xarxa elèctrica AT.
Durant la comprovació submarina, es va observar que els suports del 1r pantalà de 1913 estaven extensament colonitzats per diferents espècies marines i que actualment servien d'ecosistema de la biodiversitat de la zona; la seva valoració va aconsellar que era millor deixar-les que retirar-les amb explosius, així que es van retirar les parts metàl·liques i es van deixar les columnes i pilons, que poden veure's a partir dels 2,5 m de fondària. També es va deixar la plataforma de formigó que sobresurt uns metres a la superfície final del pantalà i que ha quedat totalment visible, com una illa per les aus marines. Tota aquella zona o illa artificial, de moment, està gestionada per Badalona i Sant Adrià a través del Consorci del Besòs i la col·laboració d'Endesa amb una aportació de 400.000 €.
En aquest parc marí artificial, s'hi ha constatat la presencia de més de 500 espècies associades al substrat, independentment d'algues, musclos, estrelles de mar, pops i fins i tot sípies, que formen una zona de biòtop-parc marí que té una importància cabdal de la costa del Barcelonès.
Actualment, la Generalitat de Catalunya està elaborant un Pla Director Urbanístic del sector, per tal de decidir l'ús de 1.249.850 m² de sòl, amb una edificabilitat bruta d'1 m²st/m²s, la qual cosa es fa amb el seguiment de l'AMB, el Consorci del Besòs (constituït pels municipis de Barcelona i de Sant Adrià del Besòs, com a ens fundadors, i pels municipis de Santa Coloma de Gramenet, Montcada i Reixac i Badalona com a membres de ple dret del Consorci incorporats posteriorment).
Durant el 2007 es constitueix la Plataforma de les Tres Xemeneies de Sant Adrià, que vol aglutinar tot el conjunt d'entitats ciutadanes que en reivindiquen el manteniment com a signe d'identitat o del patrimoni industrial local, així com la participació en les determinacions del PDU en curs d'elaboració.